# Ašóka
Ašóka (ze sanskrtu, v dévanágarí अशोक; okolo 304 př. n. l.–232 př. n. l.), v páli Asóka, byl třetí král Maurjovské říše a jeden z nejvýznamnějších panovníků v dějinách Indie. Je jedním z nejznámějších buddhistických vládců. Zasloužil se o rozšíření buddhismu napříč Indickým subkontinentem i mimo něj; díky němu buddhismus zakotvil na Srí Lance, kde je dodnes převažujícím náboženstvím. O šíření buddhismu se Ašóka snažil zejména pomocí vysílání buddhistických misií a skalních nápisů informujících o dharmě, které v novodobém bádání napomohly určit hranice Maurjovské říše.
Ašóka byl vnukem zakladatele dynastie Maurjů Čandragupty Maurji a synem Bindusáry. Ašókovým předchůdcům se podařilo vybudovat rozsáhlou říši, která zabírala takřka celý Indický poloostrov. Ašóka po nástupu na trůn dále rozšiřoval a upevňoval postavení své říše. Po dobytí Kalingy kolem roku 260 př. n. l., kdy zemřely sta tisíce lidí, se stal buddhistou. Není zcela jasné, zda tak učinil z osobních pohnutek či čistě politických důvodů. Po své konverzi Ašóka začal s šířením buddhismu, začal navštěvovat buddhistická poutní místa jako Lumbiní či Vaišálí, kde nechal vztyčit kamenné sloupy s nápisy v písmu bráhmí, z nichž se mnohé dochovaly do dnešních dnů.
Kamenný sloup v Sárnáthu, který nechal Ašóka vztyčit, završovala hlavice se čtyřmi lvy stojícími na podstavci s reliéfní výzdobou. V současné době jsou tito lvi zobrazeni na státním znaku Indie a jeden z reliéfních motivů na podstavci zvaný ašókačakra (druh dharmačakry) tvoří součást indické vlajky.

## Jméno

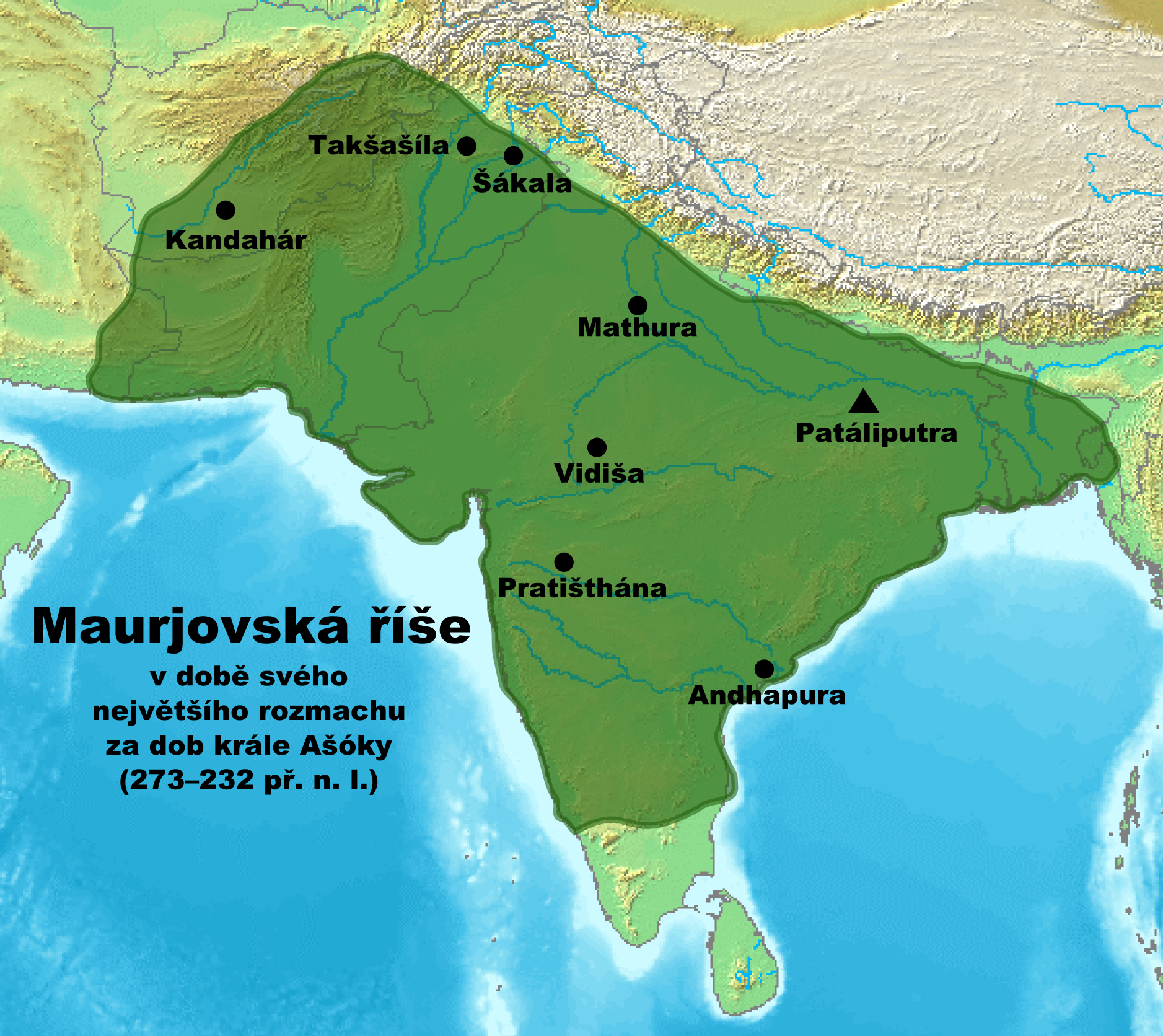
Maurjovská říše v době Ašókovy vlády

Král Ašóka je v historických záznamech nazýván různými jmény. Mezi ně patří zejména Ašókavardhana a Dévánámprija Prijadaršin (v prákrtu Dévánampija Pijadasí), doslova něco jako „skýtající milý pohled“. Jako král Prijadaršin bývá označován v drtivé většině ediktů, jejichž autorství je Ašókovi připisováno. Pouze dva z těchto nápisů obsahují jméno Ašóky v jeho nesanskrtské podobě Asókó. Mezi badateli nepanuje úplná shoda, jaké bylo původní jméno krále, který je dnes znám pod jménem Ašóka, avšak většina z nich se přiklání k názoru, že jméno Prijadaršin je královský epiteton.
Kruté činy v prvním období Ašókovy vlády se podepsaly i na jeho občasné přezdívce Čandášóka, totiž „Ašóka Strašný“, po přijetí buddhismu je už nazýván sanskrtským výrazem Dharmášóka (v páli Dhammásóká), čili „dharmový král“. Ve skalních nápisech bývá označován také jako dévánám prija, čili „bohům milý“. Samotné jméno Ašóka znamená „prostý lítostí“ či „zármutku“ a dnes zcela převládá. Jméno Ašóka je ze sanskrtu, pálijská podoba tohoto jména zní Asóka.

## Maurjovská říše před Ašókou

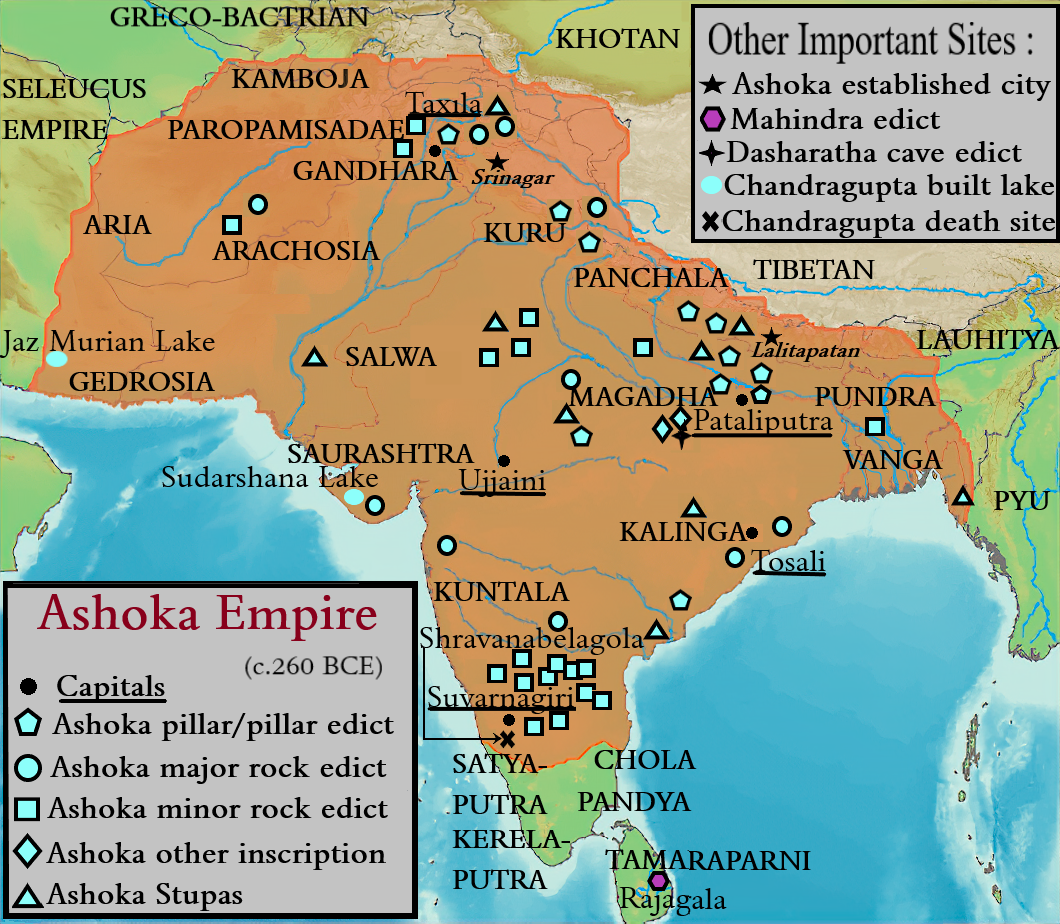
Mauryan Empire 260 BCE

Ašóka byl třetím panovníkem z královské dynastie Maurjů, kterou ve 2. polovině 4. století př. n. l. založil Čandragupta Maurja. Čandragupta pravděpodobně pocházel z nižší kasty vaišjů. V době jeho života území Indického poloostrova dobývaly řecké armády Alexandra Makedonského a později jeho nástupce Seleuka I. Níkátora. Podle řeckých pramenů, kde Čandragupta vystupuje pod jménem Sandrakotta, se Čandragupta pokoušel přemluvit Alexandra Makedonského, aby napadl území magadhského panovníka Dhány Nandy a učinil tak konec říše Nandovců. Alexandr však Čandraguptovy výzvy odmítl a obrátil se na pochod zpět do Řecka.
Čandragupta se proto se svým věrným rádcem Čánakjou rozhodli dobýt říši Nandovců jinými prostředky. Podařilo se jim sjednotit kmenové státy na severu Indie a s jejich pomocí porazit říši Nandů i získat zpět z rukou Řeků některá území na severozápadě Indického poloostrova. Vládcem všech dobytých území se poté stal sám Čandragupta, který za hlavní město ustanovil Patáliputru (dnešní Patnu), Čánakja se stal první ministrem. Není přesně jisté, v jakém pořadí se tyto události odehrály, nicméně kolem roku 317 př. n. l. byla v rukou Čandragupty již značná část Indického subkontinentu.
Čandragupta i jeho nástupci udržovali přátelské styky se Seleukovci. Podrobnosti ohledně správy říše a jejím rozdělení se dochovaly ve spisu Indika řeckého velvyslance Megasthenéna. Důležitým spisem, který informuje o tehdejší situaci v Maurjovské říši, je též Čánakjův spis Arthašástra. Po Čandraguptově smrti se maurjovského trůnu v roce 297 př. n. l. chopil jeho syn Bindusára. Bindusára dále rozšiřoval už tak mocnou a velkou říši. Podařilo se mu posunout jižní hranice Maurjovské říše až k Maisúru a potlačit mnohá povstání proti maurjovské vládě. I za jeho vlády pravděpodobně působil na královském dvoře Čánakja jako první ministr. V pořadí třetím panovníkem, který usedl na maurjovský trůn, se stal Ašóka.

## Život

### Prameny a mládí
Existuje velké množství pramenů, které nějakým způsobem o Ašókovi informují. Jedná se především o buddhistické spisy, zápisy z kronik, nápisy na sloupech, skalních stěnách apod. Je však těžké rozsoudit, které z těchto zpráv informují o skutečných událostech, a které nejsou založeny na pravdě. Zejména o raném období Ašókova života nejsou věrohodné prameny k dispozici. Je však jisté, že byl synem krále Bindusáry a v mladém věku ho jeho otec vyslal potlačit vzpouru do Takšašíly.

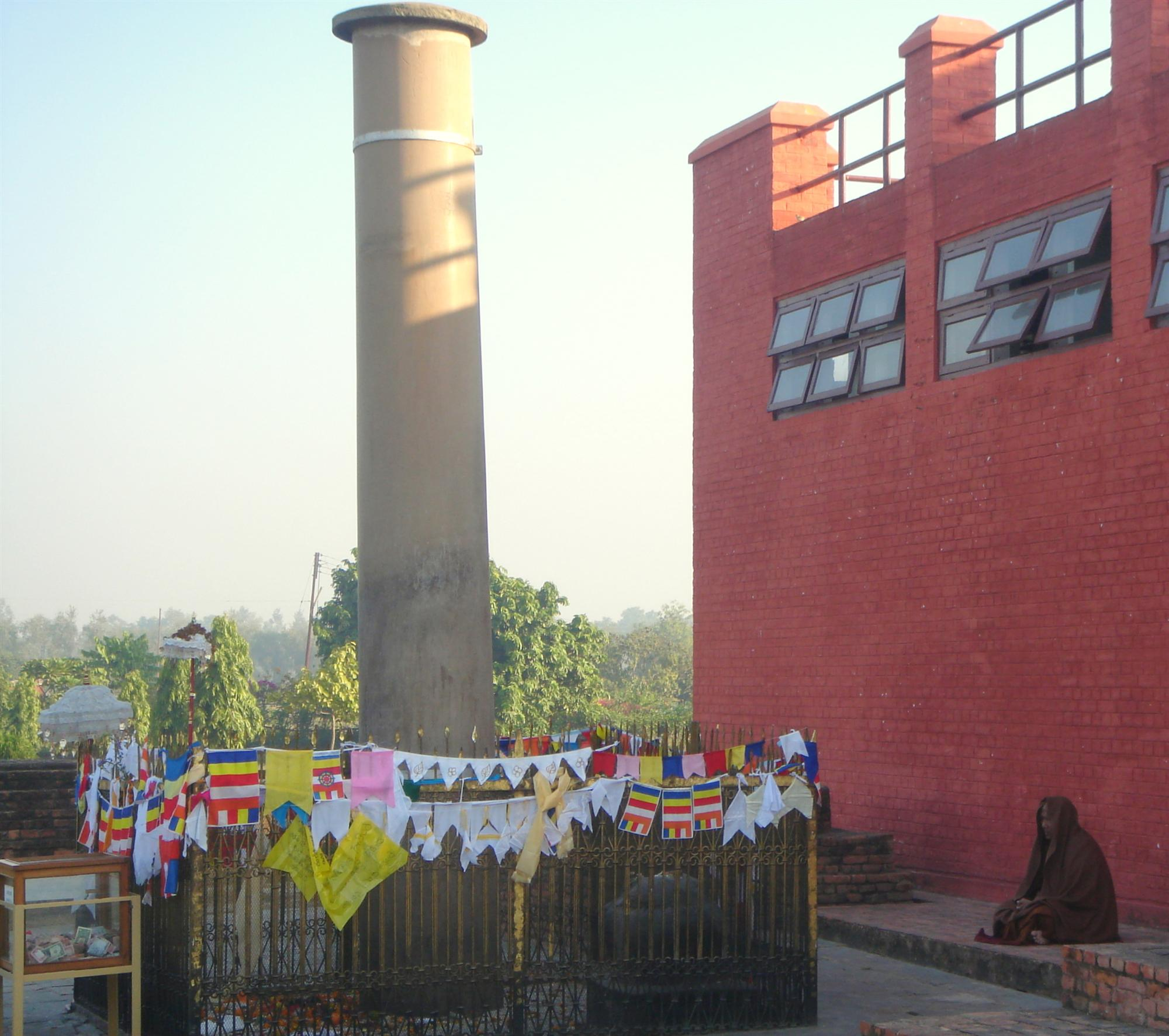
Ašókův sloup v Lumbiní v dnešním Nepálu

Legenda praví, že Ašókova matka Subhadrángí byla bráhmanského původu a pocházela z Čampy v dnešním Biháru. Poté, co jí bylo předpovězeno, že porodí výjimečné děti, ji její otec poslal ke králi Bindusárovi. Před návštěvou krále ji však zadržely královy milenky, které v ní a její kráse viděly konkurenci a přidělily ji práci lazebnice. Po nějakém čase Subhadrángí spatřila krále, jak spí na svém loži. Vzala nůžky a zastřihla mu vousy tak šikovně, že se jí král po svém probuzení zavázal splnit jakékoliv přání. Subhadrángí si tedy přála stát se jeho ženou. Když zanedlouho porodila králi syna, dala mu jméno Ašóka (čili „prostý zármutku“), což mělo symbolizovat její oproštění od dřívějšího smutku, kdy pracovala jako lazebnice.
Badatelé se rozcházejí v názoru, ve kterém roce přesně se Ašóka narodil, bylo to však okolo roku 304 př. n. l. Podle tradičního vyprávění měl Ašóka původně 99 či 98 bratrů. Byl prý nevzhledný a proto jej jeho otec neměl v oblibě. Když vypuklo v Takšašíle povstání proti Maurjům, rozhodl se Bindusára vyslat tam Ašóku, aby povstání uklidnil. Mladý Ašóka se tedy s nevelkou armádou vydal do Takšašíly, kde se mu podařilo vyjednat složení zbraní nespokojené části obyvatelstva. O této události podává informaci aramejsky psaný nápis ze Sirkapu.
Bindusára před svým odchodem z trůnu ustanovil za svého nástupce Susíma, který se však netěšil velké oblibě. S pomocí Susímových odpůrců byl na trůn dosazen Ašóka. Krátce poté měl Ašóka všechny své bratry zavraždit. Je však pravděpodobně, že tato legenda je vymyšlená, aby skrze dřívější Ašókovu krutost lépe vynikl jeho pozdější příklon k buddhismu.

### Dobytí Kalingy a přijetí buddhismu
První skutečně doloženou historickou událostí z Ašókova života je vojenské tažení proti Kalinze. Tento státní útvar se nacházel ve východní části Indického subkontinentu (v oblasti dnešní Urísy) a byl jednou z klíčových oblastí celého poloostrova, zejména kvůli cestám do jižní Indie, které přes něj vedly. Ašóka po svém otci převzal velmi rozsáhlou říši, která v té době zabírala značnou část Indického poloostrova, a Kalinga byla jedním z mála území, které do říše Maurjů ještě nepatřily. Ašóka se proto rozhodl toto území dobýt. Stalo se tak v osmém roce jeho vlády, tedy kolem roku 260 př. n. l. 13. skalní nápis líčí tuto událost následovně:
| „                         | Když byl bohům milý král Prijadaršin pomazán osm let, byla dobyta Kalinga. Půldruhého sta tisíc lidí bylo odvlečeno, sta tisíce tam byly zabity a mnohokrát více jich zahynulo. Nyní, po tom, když byla dobyta Kalinga, se bohům milý horlivě snaží o provozování dharmy. Tak bohům milý lituje, že dobyl Kalingu. [...] | “ |
| — Ašóka, 13. skalní nápis | |   |

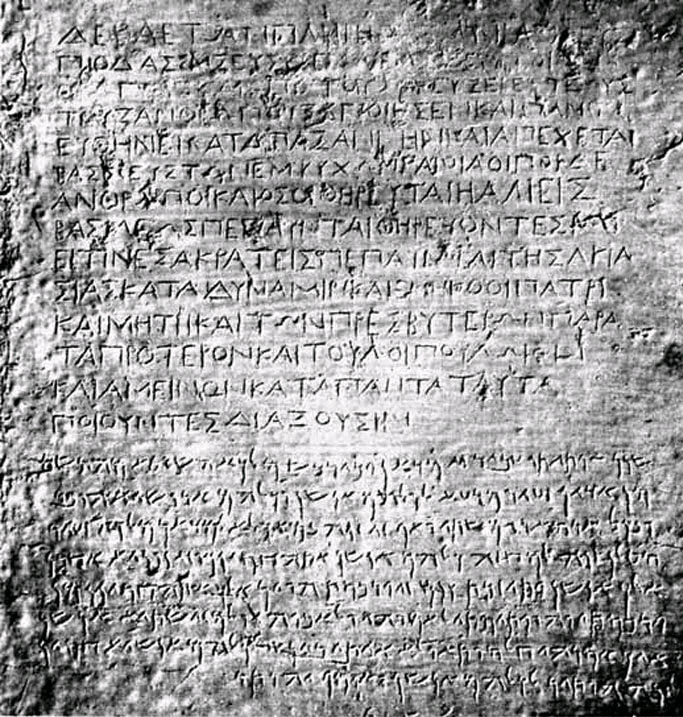
Ašókův bilingvní nápis z Kandaháru (řecky a aramejsky)

Po této krvavé bitvě měl tedy Ašóka přijmout buddhismus a stát se zastáncem jednoho z klíčových principů buddhismu – ahinsá („nenásilí“). O jeho dřívějším náboženském přesvědčení se nic neví, není však vyloučeno, že byl hinduista či džinista. Není však jasné, do jaké míry hrály v Ašókově rozhodnutí osobní sympatie a do jaké míry se na jeho přijetí dharmy podepsal politický záměr. Podle Dušana Zbavitele byla hlavním motivem Ašókovy proměny válka proti Kalinze, podle Jana Filipského ústřední roli v jeho konverzi k buddhismu hrála vnitropolitická situace Maurjovské říše. Ašókovo přijetí buddhismu se stalo námětem mnoha buddhistických vyprávění, které v prvních staletích po přelomu letopočtu daly základ původně v sanskrtu psanému spisu s názvem Ašókávadaná.

### Ašóka a buddhismus

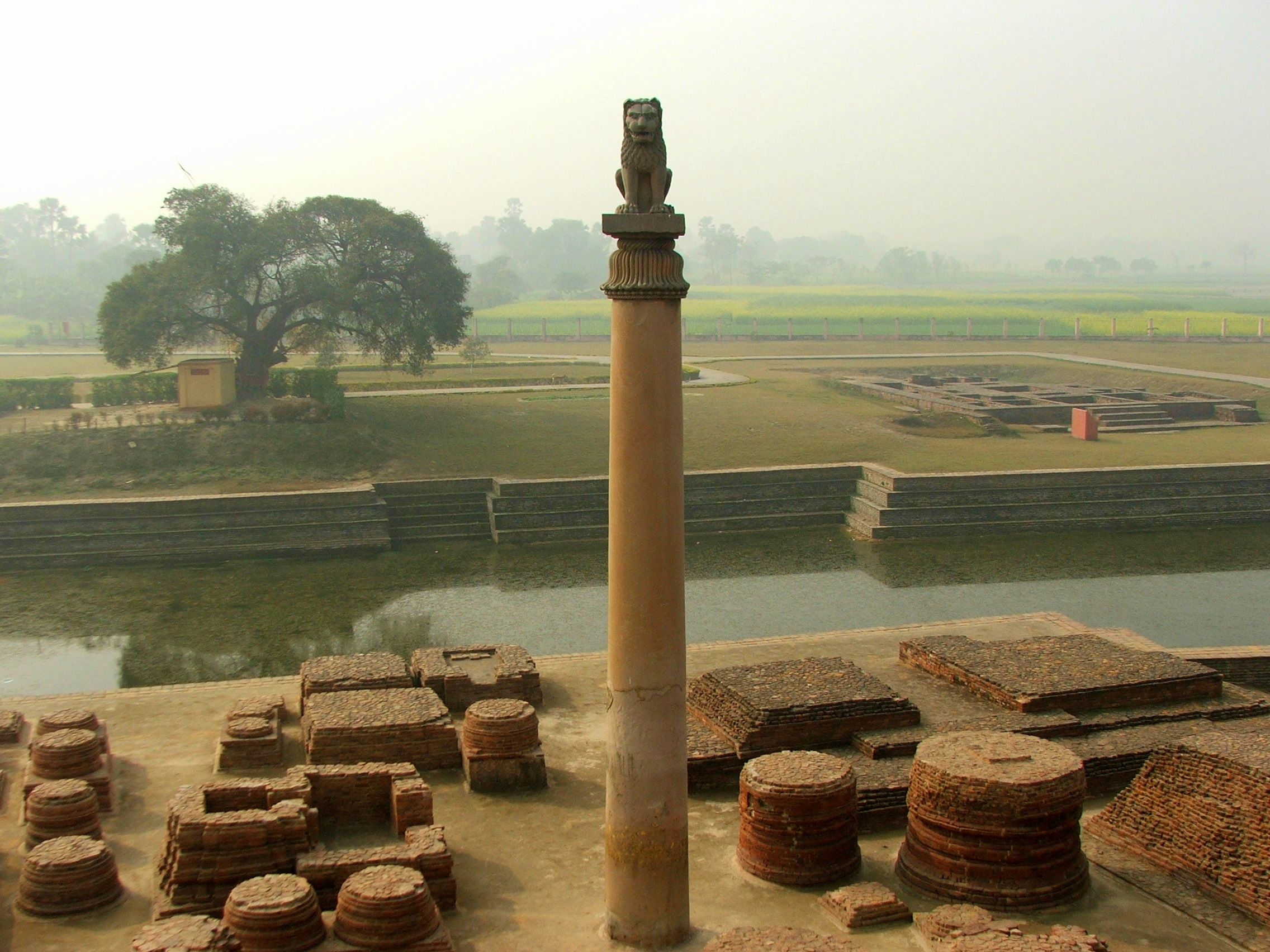
Ašókův sloup se sochou lva ve Vaišálí

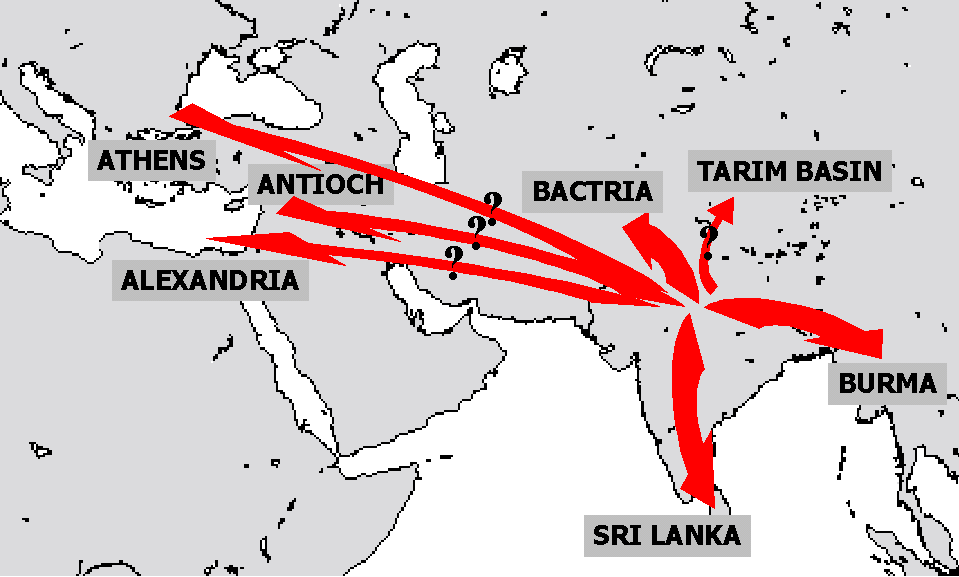
Mapa Ašókových misií

Není výjimkou, že se historické záznamy o Ašókovi zmiňují jako o buddhistickém mnichu. To je však velmi nepravděpodobné, řízení státu by nebylo možné skloubit s požadavky, jaké byly kladeny na řádového mnicha. Ašóka byl tedy jen laický vyznavač buddhismu (upásaka). Poté, co začal vyznávat buddhismus, začal se též aktivně podílet na jeho šíření. I přes Ašókovo jasné stranění buddhismu byl k ostatním náboženstvím tolerantní.
Ašóka se účastnil poutí k významným buddhistickým místům. Mimo jiné navštívil i Lumbiní, místo narození prince Siddhárthy, a stal se tak prvním historicky doloženým poutníkem k tomuto místu. Podle tradičního podání Ašóka nechal shromáždit všech osm částí Buddhových ostatků, které po Buddhově parinirváně připadly různým králům, a rozdělil je do 84 000 stúp, které za tímto účelem nechal postavit po celé říši. Některé Buddhovy relikvie se prostřednictvím Ašókových vyslanců dostaly až do Thajska.
V pořadí třetí buddhistický koncil, který se konal v hlavním městě Maurjovské říše Patáliputře kolem roku 250 př. n. l., měl svolat král Ašóka. Na tomto koncilu se jednalo o postavení arhata a o tzv. pěti tezích Bhadry Mahádévy. Mahádéva zastával názor, že kritéria pro rozpoznání arhata by se měla zmírnit. Velká část mnišské obce s ním však nesouhlasila a po tomto buddhistickém koncilu se mnišská obec rozštěpila, přestože se Ašóka pokoušel jejich spor uklidnit.
Ašóka vyslal i několik buddhistických misií. K těm nejvýznamnějším patří misie vyslané na Srí Lanku. Skupina šesti mnichů vedená Ašókovým synem Mahindou vyrazila kolem roku 250 př. n. l. Na Srí Lance se misijní skupině dostalo vlídného přijetí krále Tissy, který přijal buddhismus i s celým svým dvorem a příchozím mnichům nechal vystavět klášter. Další srílanské misie se účastnila i Ašókova dcera Sanghamitta, která na Srí Lanku přinesla odnož stromu probuzení z Bódhgaji. Z odnože vyrostl strom, který je dnes nejstarší historický strom na světě. Další buddhističtí misionáři byli vysláni do Gandháry, Kašmíru, himálajských oblastí, Řecko-baktrijského království, tamilských oblastí jižní Indie a pravděpodobně i ještě dále až na území Barmy či Kyrenaiky.
V Ašókových nápisech bývá pojem dharma vykládán specifickým způsobem. Dá se vyložit jako konání dobrých skutků, laskavost vůči ostatním, slitování, neubližování, nehříšnost atd. Tato skutečnost spolu s faktem, že dharma i ahinsá jsou pojmy hojně využívané i v džinismu, vedla některé badatele z konce 19. století k domněnce, že Ašóka mohl být džinista. Další textové rozbory skalních nápisů však ukázaly, že tato možnost je velmi nepravděpodobná. Ašóka pokládal šíření dharmy za natolik důležité, že sestavil zvláštní úřad, který měl dohlížet na dodržování zásad dharmy veřejností.

### Ašókovy stavby

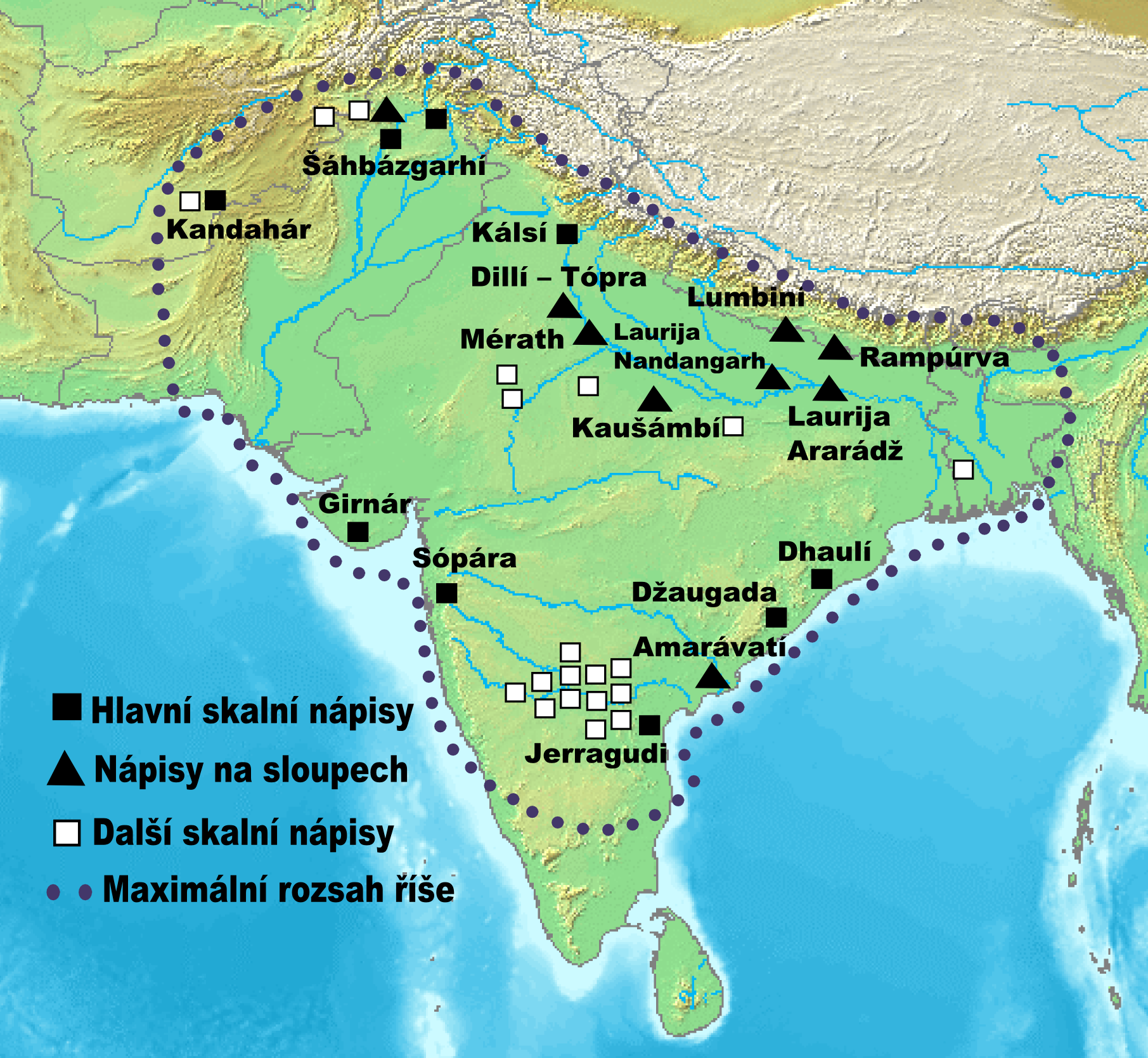
Mapa s nálezy Ašókových nápisů

Ašóka za svůj život nechal vybudovat velké množství staveb. Mezi ně patří především sloupy, které se dodnes nachází na mnoha místech Indie i mimo ni. K nejzachovalejším sloupům patří ty v Lumbiní, Vaišálí, Biháru a Sárnáthu. Sloup v Sarnáthu byl původně zakončen hlavicí se čtyřmi lvy obrácenými vždy na jinou světovou stranu. Seděli na vysokém podstavci, jehož součástí byla vyobrazení slonů a zvláštních dharmačaker, tzv. ašókačaker se čtyřiadvaceti paprsky. Tito lvi se stali jedním ze symbolů Indie. Jsou vyobrazeni na současných indických bankovkách a tvoří ústřední motiv státního znaku Indie. Ašókačakra je vyobrazena na současné indické vlajce. Podobný sloup Ašókým sloupům je tzv. železný pilíř v Dillí, který pochází z dob guptovského krále Čandragupty II.
Dalším důležitým pozůstatkem z Ašókovy doby jsou jeho edikty, které byly nalezeny na různých místech Indického poloostrova na skalních stěnách či sloupech. V drtivé většině jsou psány v písmu bráhmí (jen výjimečně v písmu kharóšthí), což poskytuje důkaz toho, že Indové již v té době znali písmo, i když ještě nezapisovali literární díla. Jazykem nápisů je prákrt. Nápisy vytesané v době krále Ašóky dnes představují nejstarší dochované písemné památky v Indii a badatelům pomohly v určování územní rozlohy Maurjovské říše. Obsahem těchto nápisů jsou především vyprávění o Ašókovi či jeho činech, výklady dharmy, metody nezabíjení apod.
Ašóka také nechal vybudovat velké množství stúp a buddhistických klášterů. Některé z nich (nebo jejich pozůstatky) se dochovaly i do současné doby. Mezi nejznámější patří např. stúpa v Sáňčí. Stavby, které nechal Ašóka vybudovat, jsou velmi rozmanité a často jsou zdobeny rozmanitými uměleckými prvky. Hodně autorů proto zastává názor, že indické umění v historické době má své počátky v době Ašóky. V oblasti užitkových staveb se dochovaly do skal vytesané jeskynní příbytky sloužící mnichům jako obydlí.

### Konec vlády

Státní znak Indie zobrazující sárnáthskou sloupovou hlavici, ve spodní části uprostřed ašókačakra

Poslední období Ašókovy vlády buddhistické texty líčí v nepříznivém světle. Ašókova moc měla být značně oslabena a podle některých textů Ašóka dokonce abdikoval a stal se buddhistickým mnichem. Tyto zprávy se však zdají značně přehnané, i když je pravděpodobné, že ke konci jeho vlády skutečně došlo k výraznému oslabení jeho vlivu.
Posledním historicky doloženým činem Ašóky je vytesání skupiny skalních nápisů, které informují o nejnovějších výsledcích při šíření Buddhova učení.

## Ašókův odkaz
Ašóka zanechal svým nástupcům mocnou říši, která zabírala drtivou většinu Indického poloostrova. Jeho nástupci však nadále nedokázali tak obrovskou a mocnou říši udržet a říše Maurjů začala pomalu upadat. Není přesně jisté, čím to bylo způsobeno. Někteří badatelé se přiklání k názoru, že se jednalo o důsledek stále vzrůstající revolty bráhmanské kasty proti Ašókově vyzdvihování buddhismu. Je však pravděpodobnější, že úpadek Maurjovské říše byl způsoben celkovou politicko-ekonomickou krizí. Asi jen půlstoletí po Ašókově smrti nastal konec Maurjovské říše. Poslední panovník z dynastie Maurjů král Bhadratha byl zavražděn Pušjamitrou Šungou, který tak položil základ říši Šungů. Dynastie Šungů byla nakloněna védsko-bráhmanské tradici a za její vlády zažil buddhismus úpadek. Ašóka bývá buddhistickými texty označován za velkého světce. Díky němu se stal buddhismus v Indii převládajícím náboženstvím, i když později ustoupil hinduismu a islámu.

## Odraz vkultuře
O Ašókovi bylo napsáno již několik knih. V roce 2001 vznikl bollywoodský film o Ašókovi se stejnojmenným názvem, ve kterém postavu Ašóky ztvárnil indický herec Shahrukh Khan.